# جي. إل. بي. رن
جي. إل. بي. رن هو مدرس وفلاح وسياسي أمريكي، ولد في 10 يناير 1836 في مقاطعة بوتنام في الولايات المتحدة، وتوفي في 8 فبراير 1901 في مندن في الولايات المتحدة. نشط حزبياً في الحزب الديمقراطي. وقد انتخب عضو مجلس نواب لويزيانا ‏.